# Musée des Traditions et des Barques du Léman

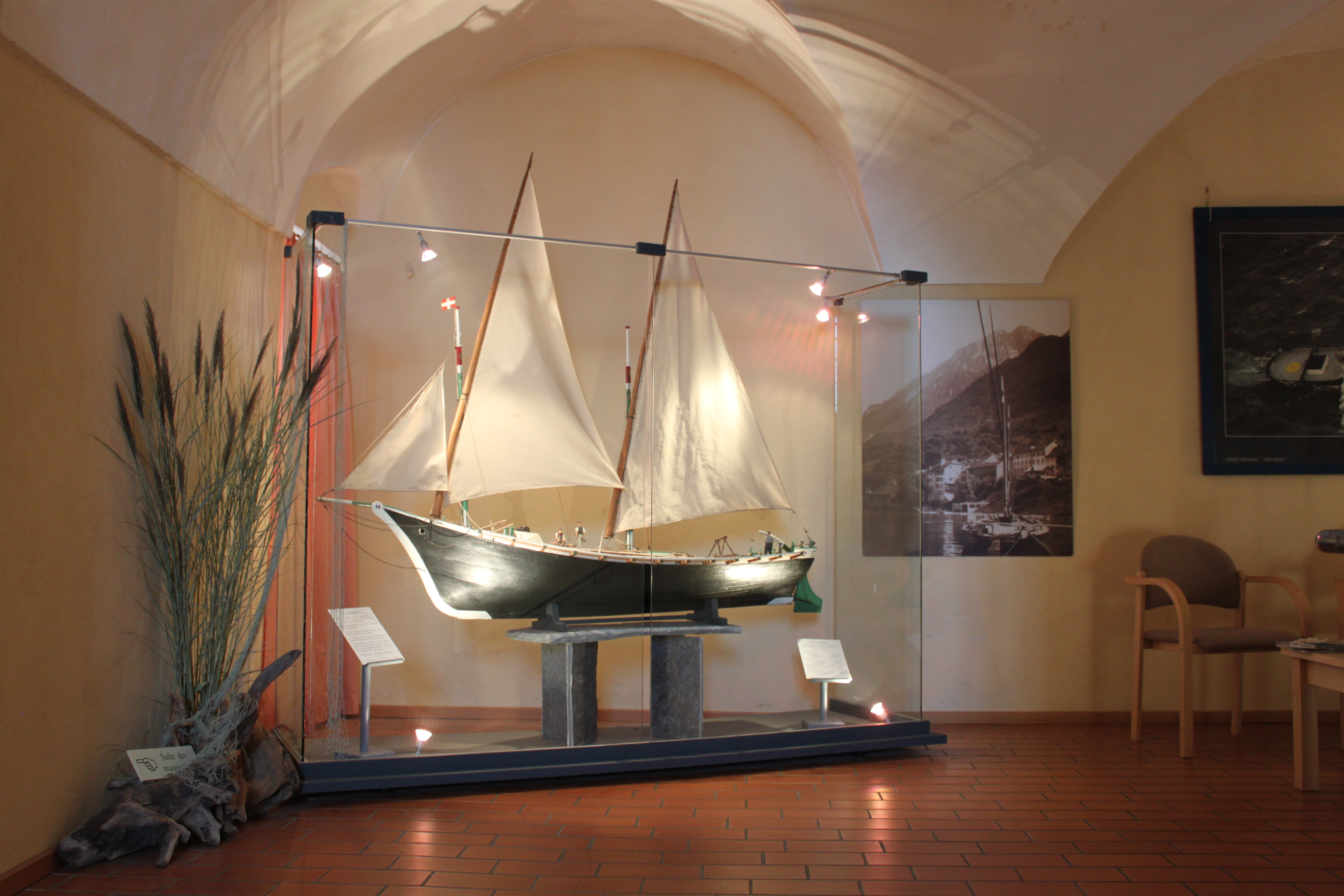
Modell des Frachtschiffes La Gauloise in der Ausstellung des Museums

Das Musée des Traditions et des Barques du Léman ist ein Verkehrsmuseum in der Schweizer Gemeinde Saint-Gingolph, das sich vorwiegend der historischen Handelsschifffahrt auf dem Genfersee widmet.
In der Museumsausstellung ist die fünfhundertjährige Geschichte des Gütertransports auf dem See dargestellt.

## Beschreibung
Das vom Verein Association des Amis du Musée des Traditions et des Barques du Léman getragene Museum entstand im Jahr 1982. Es befindet sich im Schloss von Saint-Gingolph, einem Gebäude aus dem 16. Jahrhundert im Zentrum der Walliser Gemeinde nahe der Grenze zu Frankreich.
Die Sammlung des Museums umfasst vor allem Dokumente, Gegenstände und Schiffsmodelle zur Geschichte der traditionellen Gütertransportschiffe, die seit dem Mittelalter und bis in das frühe 20. Jahrhundert den Warentransport auf dem Genfersee ermöglichten. Der bekannteste Schiffstyp ist die Barque du Léman, ein zweimastiges Schiff mit Lateinersegeln, von welchem heute nur noch wenige Exemplare auf dem Genfersee verkehren. Solche Ledischiffe dienten auch für den Transport des Baumaterials aus den Steinbrüchen bei Meillerie am südlichen Genferseeufer zu den Baustellen in den grossen Städten am See. In Saint-Gingolph befand sich die wichtigste Werft zum Bau dieser Genferseeschiffe. Das Museum besitzt Gegenstände vom Handwerk des traditionellen Bootsbaus.
Die Sammlung von Schiffsmodellen zeigt auch die verschiedenen andern ehemals auf dem Genfersee gebräuchlichen Güterschiffe wie die naus, die cochères oder die brigantines.
Eine Abteilung des Museums behandelt die Geschichte der Dampfschiffe auf dem Genfersee mit Einschluss der Passagierschiffe; die grossen Salonraddampfer spielen in der Geschichte der Personenschifffahrt auf dem Genfersee eine grosse Rolle. Eines der Schiffsmodelle zeigt den Halbsalondampfer Major Davel, der von 1894 bis 1967 auf dem Genfersee verkehrte.
Eine Sonderausstellung von 2009 präsentierte die in der jüngsten Zeit bedeutende Herstellung kleiner Segelschiffe des Typs Corsaire in den Werften von Saint-Gingolph.
Das Museum veröffentlicht regelmässig in seiner Zeitschrift Bulletin du Musée de Saint-Gingolphe Beiträge zur Schifffahrt auf dem See und zur Geschichte der Region Chablais. Auch die Sonderausstellungen im Schloss stellen neben der Verkehr auf dem See noch andere Aspekte der Regional- und Landschaftsgeschichte von Saint-Gingolph vor.